# Muhammad Badí
Muhammad Badí (arab írással محمد بديع, tudományos átiratban Muḥammad Badīʿ) (el-Mahalla el-Kubra, 1943. augusztus 7. –) egyiptomi politikus, egyetemi tanár. 2010 januárja óta a Muszlim Testvériség nyolcadik vezetője.

## Pályafutása
Állatorvosi végzettségét a kairói egyetemen szerezte meg 1965-ben. Még ugyanebben az évben 15 évnyi börtönbüntetésre ítélték a Muszlim Testvériségben kifejtett tevékenysége miatt. A börtönből 1974-ben szabadult, majd a Beni Szuejf-i egyetem tanára lett. Muhammad Morszi kormányának katonai puccsal való megdöntését követően, 2013. augusztus 20-án Muhammad Badít a hatóságok letartóztatták, s ugyanezen év december 9-én vádat emeltek ellene.

## Fordítás
- Ez a szócikk részben vagy egészben az Mohammed Badie című angol Wikipédia-szócikk ezen változatának fordításán alapul.  Az eredeti cikk szerkesztőit annak laptörténete sorolja fel. Ez a jelzés csupán a megfogalmazás eredetét és a szerzői jogokat jelzi, nem szolgál a cikkben szereplő információk forrásmegjelöléseként.